# Varkaus (Verwaltungsgemeinschaft)

Lage der Verwaltungsgemeinschaft Varkaus in Finnland

Die Verwaltungsgemeinschaft Varkaus (finnisch Varkauden seutukunta) ist eine von fünf Verwaltungsgemeinschaften (seutukunta) in der finnischen Landschaft Nordsavo. Zu ihr gehören die namensgebende Stadt Varkaus und deren nördliche Nachbargemeinde Leppävirta. Die Verwaltungsgemeinschaft hat etwa 34.000 Einwohner.